# Alwin J. Kolb
Alwin Johann Kolb (* 1935) ist ein deutscher Unternehmer.

## Werdegang
Kolb kam als Sohn des Unternehmers Hans Kolb zur Welt. Sein Vater hatte 1933 in Memmingen die Firma Hans Kolb Wellpappe gegründet.
Bereits während seines Diplom-Ingenieur-Studiums war Kolb in der Papiererzeugungs-Branche in Schweden tätig und erlangte dadurch Wissen für das zur Wellpappenherstellung erforderliche Rohmaterial. Nach seinem Abschluss zum Diplom-Ingenieur Papierverarbeitung ging Alwin J. Kolb für ein Jahr in die Vereinigten Staaten, um sein Fachwissen weiter zu vertiefen, bevor er ins elterliche Unternehmen einstieg.
Nach Übernahme der Geschäftsleitung entwickelte Alwin J. Kolb das Unternehmen zur Kolb Group, einer führenden Unternehmensgruppe der Wellpappe-Verpackungsbranche in Süddeutschland mit etwa 1100 Mitarbeitern.
Er war von 1987 bis 1998 Vizepräsident der Industrie- und Handelskammer für Augsburg und Schwaben und war einer der fünf Gründungsgesellschafter des Allgäu Airports. Von 1972 bis 1990 war er Mitglied des Gemeinderats von Buxheim.

## Ehrungen
- 1991: Verdienstkreuz am Bande der Bundesrepublik Deutschland
- 1995: Stadtsiegel der Stadt Memmingen
- 2004: Ehrenmitglied der Vollversammlung der IHK Schwaben auf Lebenszeit
- 2013: Verdienstkreuz 1. Klasse der Bundesrepublik Deutschland